# Aequidens patricki
Espèce
Statut de conservation UICN

 LC  : Préoccupation mineure
Aequidens patricki est une espèce de poissons perciformes appartenant à la famille des Cichlidae.